# 釜師
釜師（かまし）は、茶釜を鋳る職人。茶の湯釜の製作技能者のこと。室町時代末期に専門工が出現し、安土桃山時代には西村道仁、辻与次郎等が名工として知られる。